# کیلور (ویکتوریا)
کیلور (به انگلیسی: Keilor) یک حومه شهر در استرالیا است که در ویکتوریا (استرالیا) واقع شده‌است.